# Velike Grahovše
Velike Grahovše – wieś w Słowenii, w gminie Laško. W 2018 roku liczyła 144 mieszkańców.